# Dorfkirche Arensdorf

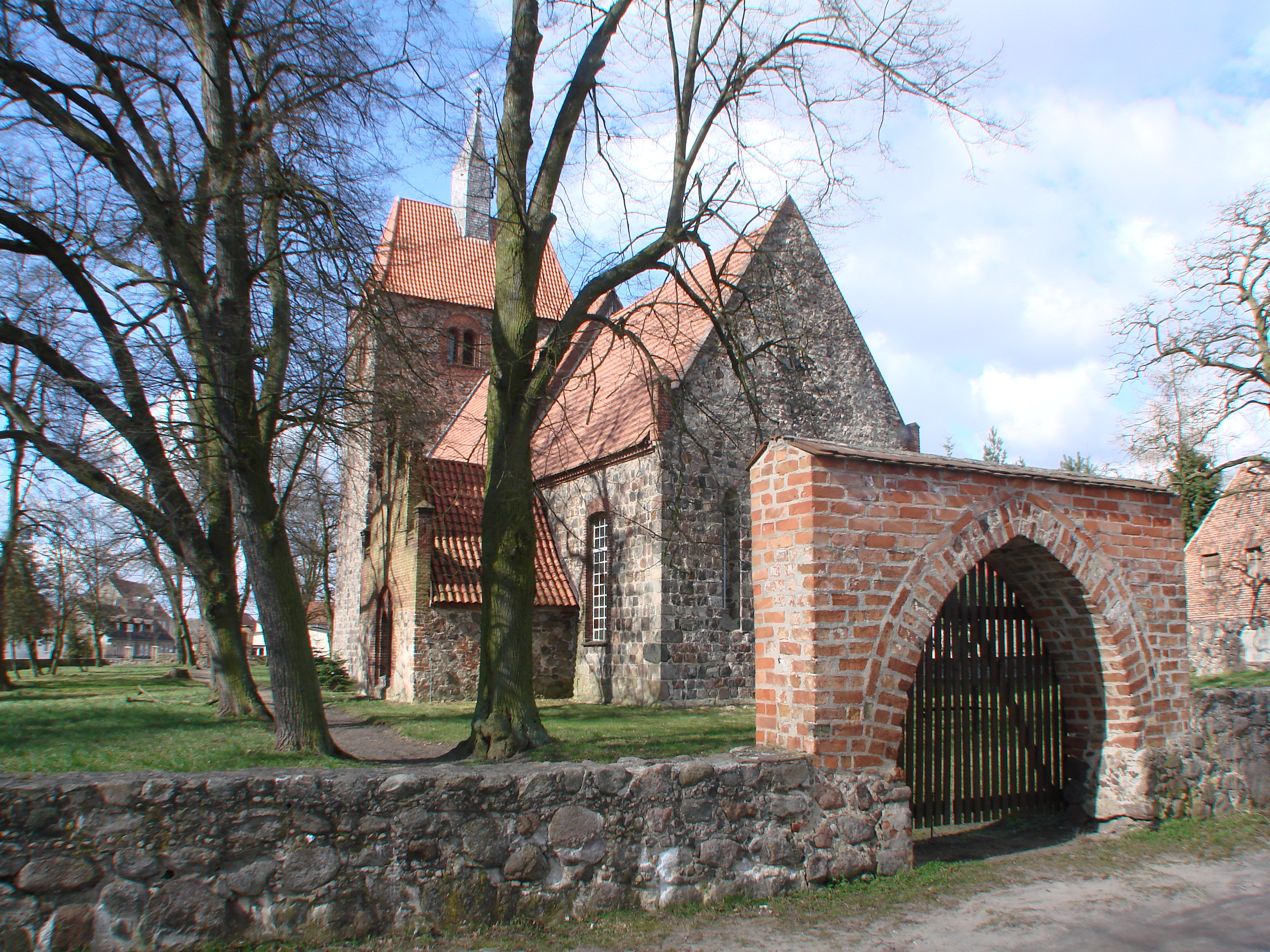
Dorfkirche Arensdorf

Die evangelische Dorfkirche Arensdorf ist eine Feldsteinkirche aus dem 13. Jahrhundert in Arensdorf, einem Ortsteil der Gemeinde Steinhöfel im Landkreis Oder-Spree im Land Brandenburg. Die Kirchengemeinde gehört zum Kirchenkreis Oderland-Spree der Evangelischen Kirche Berlin-Brandenburg-schlesische Oberlausitz.

## Lage
Die Bundesstraße 5 führt als Frankfurter Straße von Nordwesten kommend in südlicher Richtung durch den Ort. Im südlichen Bereich des historischen Dorfangers steht die Kirche nördlich dieser Straße auf einem Grundstück, das mit einer Mauer aus unbehauenen und nicht lagig geschichteten Feldsteinen eingefriedet ist.

## Geschichte
Über das Baudatum existieren unterschiedliche Angaben. Während das Brandenburgische Landesamt für Denkmalpflege und Archäologische Landesmuseum (BLDAM) sowie das Dehio-Handbuch den Bau der Kirche in die zweite Hälfte des 13. Jahrhunderts legen, gibt die Kirchengemeinde auf ihrer Webseite an, dass sie um 1325 entstanden ist. Um 1350 erhielt der Kirchturm eine Glocke. Im Jahr 1405 wurde der Ort als Arnoldesdorff erstmals urkundlich erwähnt. Die Einwohner mussten vier Talente als Abgabe an den Klerus im Bistum Lebus entrichten (Cathedratikum). Für den Pfarrer sind vier Hufen vorgesehen. Im Dreißigjährigen Krieg könnte das Bauwerk beschädigt worden sein, denn nach 1648 erneuerten Handwerker die obere Hälfte des Kirchturms. Um 1700 baute ein Orgelbauer eine Orgel mit einem barocken Prospekt ein. 1723 erhielt der Westturm einen Dachreiter. Nach 1800 errichteten Handwerker an der südlichen Langhauswand eine Sakristei. Der Altar, die Kanzel, die Fünte sowie das Gestühl und die Hufeisenempore wurden im 19. Jahrhundert erneuert. Der Westturm wurde in dieser Zeit mit Schiefer eingedeckt und erhielt an den zugänglichen Seiten je eine Klangarkade. 1999 ließ die Kirchengemeinde den Turm sowie das Dach des Kirchenschiffs sanieren. 2004 stellte sie eine Glas- und Lichtinstallation Gläserne Töne eines australischen Künstlers im Turm auf.

## Baubeschreibung

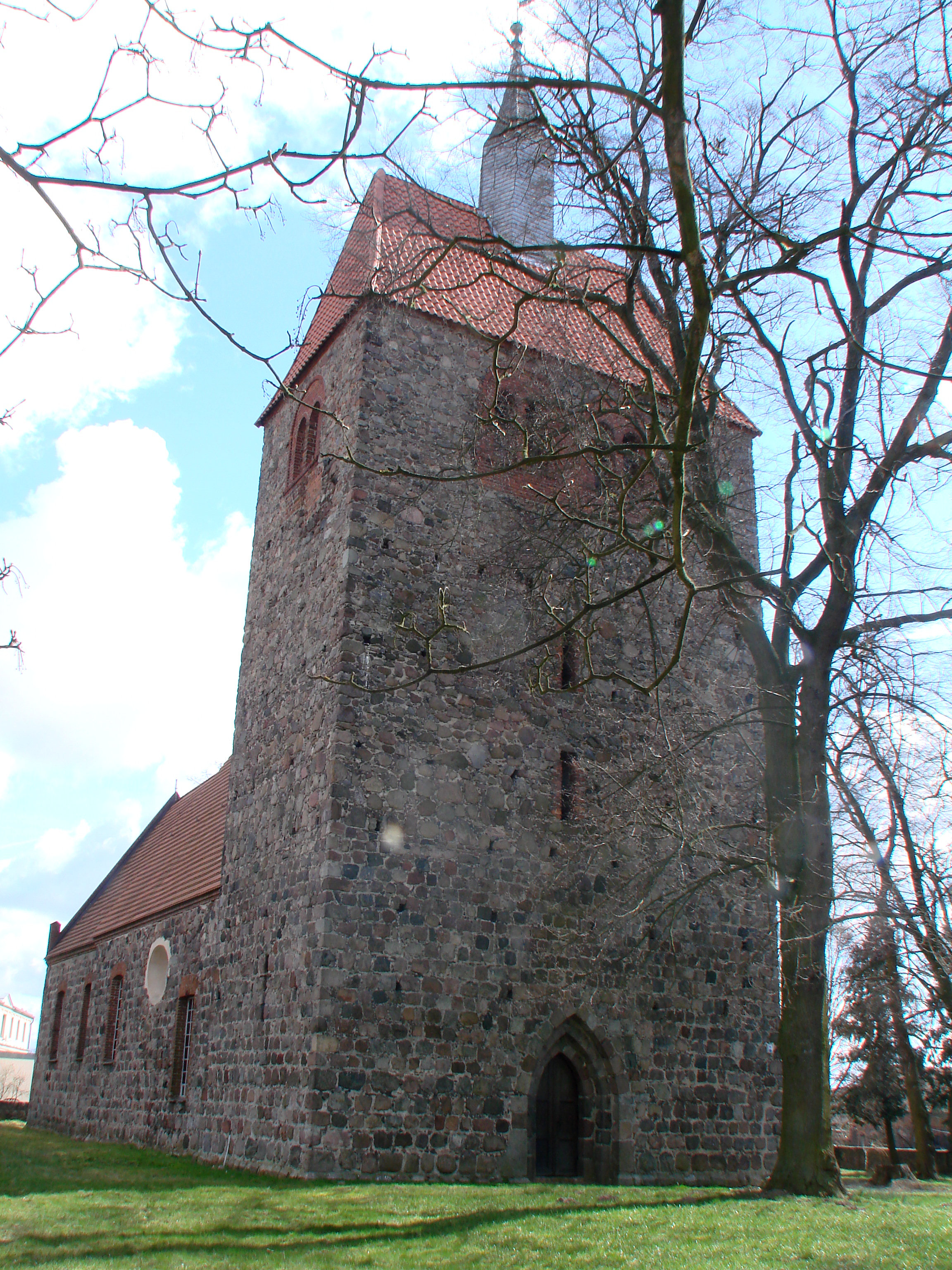
Ansicht von Nordwesten

Das Bauwerk wurde im Wesentlichen aus Feldsteinen errichtet, die vergleichsweise sorgfältig behauen und meist lagig geschichtet wurden. Der Chor ist rechteckig und nicht eingezogen. An der Ostwand ist eine Dreifenstergruppe, die aus der Bauzeit der Kirche stammen dürfte. Der Giebel ist fensterlos.
Daran schließt sich nach Westen das Kirchenschiff an. Es hat einen rechteckigen Grundriss; die Fenster sind barock vergrößert. An der Nordwand sind drei segmentbogenförmige Fenster sowie nach Westen ein weiteres, tiefer gesetztes Fenster; dazwischen ein Ochsenauge. An der Südwand ist eine Sakristei mit einem rechteckigen Grundriss und einem mit Fialen verzierten Giebel. Sie kann von Süden her über ein bogenförmiges Portal her betreten werden. Nach Westen ist eine gedrückt-segmentbogenförmige Pforte, darüber ein weiteres Ochsenauge.
Im Westen steht der querrechteckige Kirchturm, der leicht breiter als das Schiff ist. Das westlich gelegene Portal ist spitzbogenförmig und dürfte ebenfalls noch aus der Bauzeit stammen. Im Norden und Süden sind im unteren Geschoss zwei schmale und hochrechteckige Öffnungen. Weitere Öffnungen befinden sich erst im mittleren Geschoss an der Westwand. Hier sind zwei übereinander angeordnete, ebenfalls schmale und hochrechteckige Öffnungen. Daran schließt sich das Glockengeschoss an. Nach Norden und Süden ist je eine, nach Westen und Osten sind zwei rundförmige Blenden, in die je zwei Klangarkaden eingelassen sind. Darüber erhebt sich ein spitzes Walmdach mit einem Dachreiter sowie Turmkugel und Wetterfahne.

## Ausstattung

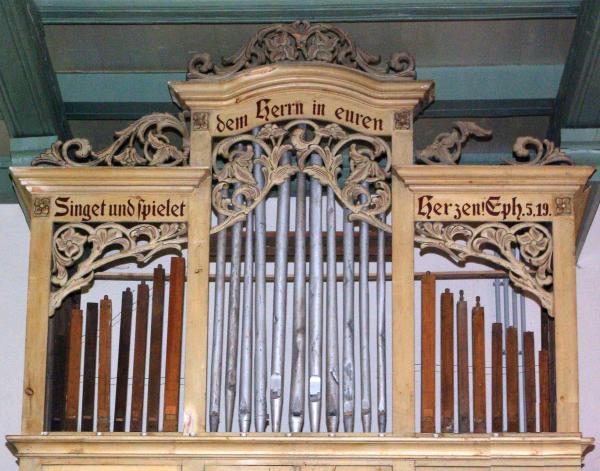
Orgelprospekt

Die Kirchenausstattung aus dem 19. Jahrhundert besteht aus Altar, Kanzel, Fünte und Gestühl. Ein Kelch stammt aus der Zeit um 1550. Er ist rund 18 cm hoch. Ein weiterer Kelch mit Patene wurde aus Silber gearbeitet und anschließend vergoldet. Das Bauwerk ist in seinem Innern flach gedeckt.
Die Orgel errichtete Christian Gottlieb Richter in den Jahren 1756 und 1757. Der Orgelbauer Albert Kienscherf veränderte das Instrument im Jahr 1909. Es wurde zum Ende des Zweiten Weltkrieges teilzerstört. Das barocke Prospekt blieb dabei erhalten. Darauf ist ein Spruch aus dem Brief des Paulus an die Epheser „Singet und spielet dem Herrn in euren Herzen!“ (Eph 5,19 ).
Im Turm hängen insgesamt drei Glocken. Zwei haben keine Inschrift und einen Durchmesser von 83 bzw. 52 cm. Die dritte hat einen Durchmesser von 100 cm und wurde um 1350 gegossen. In Majuskeln ist dort eine spiegelbildliche Inschrift: „+DV̄TRAOR • AVATE • VOCO VOS • AD SAC [dum tra(h)or au(di)te, voco vos ad sac(ra)]“. Unterhalb sind Johannes sowie Maria am Kreuz, zwei Rosetten sowie das Agnus Dei und ein kleines Wappen mit einer Tierfigur abgebildet.